# Женщина-вампир (фильм)
«Загробная скиталица» («Женщина-вампир»; «Сказка небес без конца и начала») (1915) — немой художественный фильм ужасов Виктора Туржанского, один из немногих фильмов ужасов, снятых в Российской империи. В. Вишневский определил жанр фильма как «оккультная драма» и назвал её «нелепой». Вышел на экраны 6 августа 1915 года. Фильм не сохранился.

## Сюжет
Киновед Вениамин Вишневский: девушка «после смерти становится вампиром, а „душа её сливается с душой“ родившейся от неё девушки».
Из журнала «Проектор»: «Ничего нельзя понять. Живут в одном доме две сестры, из которых одна замужняя, а другая часто падает в обморок; это потому, что замужняя сестра — вампир, который по ночам сосёт кровь живых людей. А вампир потому, что какой-то художник когда-то и где-то обольстил некую девицу. Потом девица умерла, то есть не совсем умерла, а вторично появилась на свет. А её папаша тоже умер, и перед смертью сказал, что его дочь — вампир. То есть, не совсем сказал, а хотел сказать. А художник приехал к своему другу, жена которого стала преследовать его своей любовью. Тогда художник убежал, а друг пошёл к известному оккультисту (просят не смешивать с окулистом), и тот посоветовал устроить спиритический сеанс. На сеансе оказалось, что жена друга вовсе не его жена, а некогда обольщённая художником девица. И художнику ничего другого не осталось, как умереть».

## Критика
Критика отнеслась к фильму скептически, раскритиковав как сюжет («В кино-пьесе со смелым неведением смешаны средневековые легенды о вампирах и одержимых — с индийскими верованиями в переселение душ; эта стародавняя чертовщина модернизирована введением современного медиума и спиритического сеанса, со столоверчением» — «Пегас», 1916), так и постановку («О постановке и говорить не хочется: она также наивна, как и самый сюжет» — «Пегас», 1916) положительно отметив лишь актёрскую игру Ольги Баклановой («Надо отдать справедливость актрисе, игравшей женщину-вампира, кровожадным минам и сладострастным потягиваниям она несомненно старательно училась в зоологическом саду, наблюдая тигров и леопардов во время кормления их сырым мясом» — «Пегас», 1916).